# Onycodes traumataria
Espèce
Onycodes traumataria est une espèce d'insectes lépidoptères (papillons) appartenant à la famille des Geometridae.